# Round Hill Village
Round Hill Village – jednostka osadnicza w Stanach Zjednoczonych, w stanie Nevada, w hrabstwie Douglas.